# СИПАП

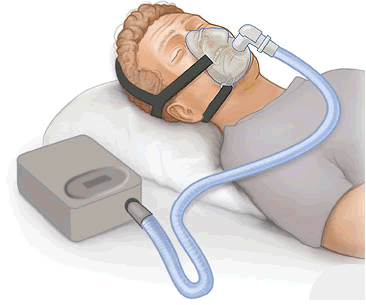
Оборудование для СиПАП-терапии: генератор потока, шланг, маска

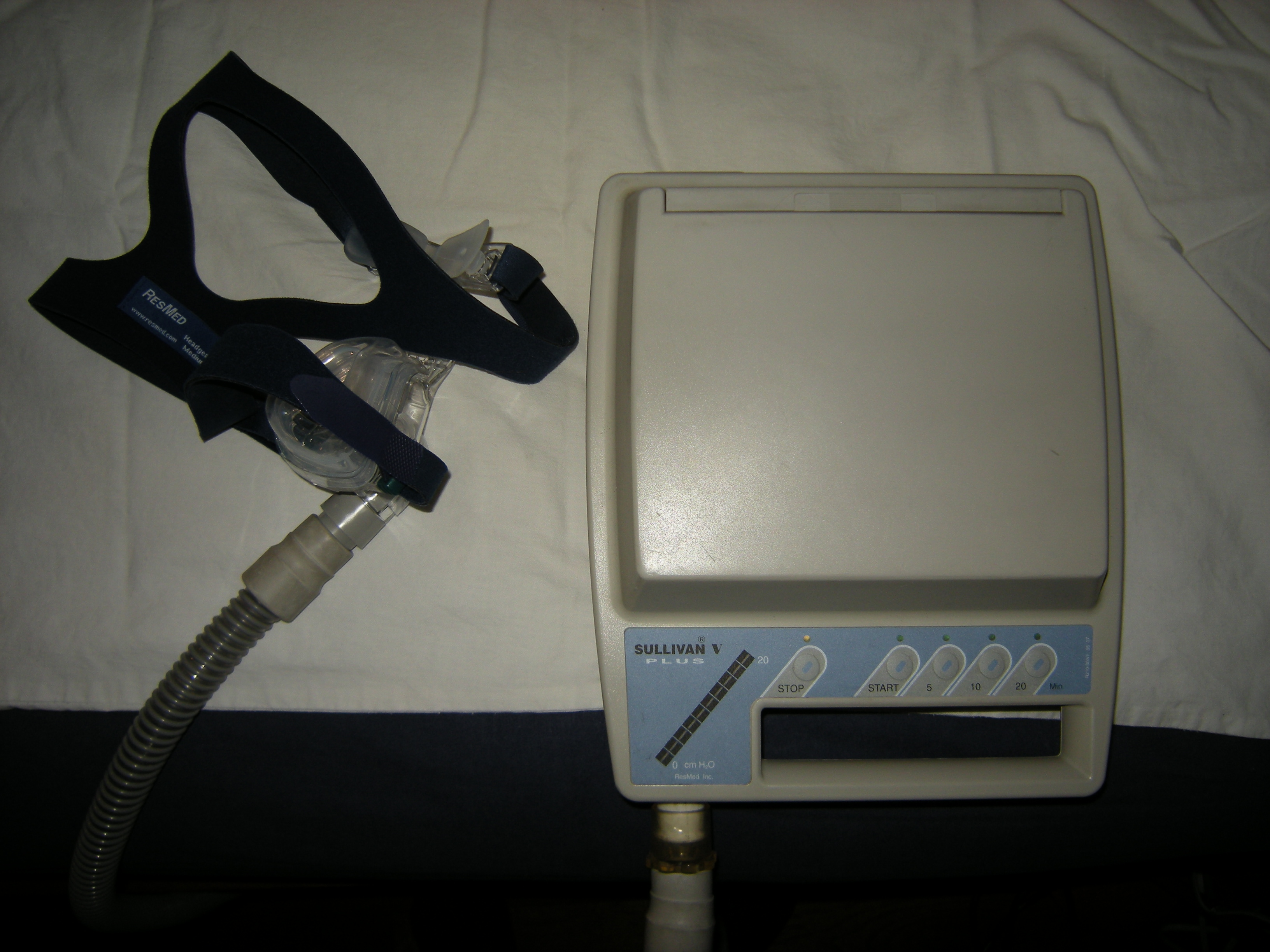
СИПАП середины 1990-х годов «Sullivan V Plus» (фирма ResMed, Австралия)

СИПА́П (от англ. Constant Positive Airway Pressure, CPAP) — режим искусственной вентиляции лёгких постоянным положительным давлением.
СИПАП-терапия была предложена и введена в клиническую практику в 1981 году австралийским врачом, профессором Колином Салливаном (англ. Colin Sullivan) для лечения обструктивного апноэ сна. Такой способ искусственной вентиляции лёгких используется также и в составе более сложных аппаратов ИВЛ с целью предотвращения повреждения избыточным давлением при длительной искусственной вентиляции лёгочной ткани.
СИПАП-аппарат представляет собой небольшой компрессор, который подает постоянный поток воздуха под определенным давлением в дыхательные пути через гибкую трубку и герметичную носовую маску. Таким образом, он не даёт дыхательным путям смыкаться и блокировать поступление воздуха (и необходимого организму кислорода). В результате исключается риск внезапной смерти от отсутствия кислорода, а также обеспечивается нормальный сон. Пациент высыпается и на следующий день чувствует себя здоровым. Пропадает утренняя усталость, разбитость, сонливость, «неясность» сознания, тяжесть в голове. Существенно уменьшается риск автомобильных аварий и других чрезвычайных происшествий из-за неожиданного засыпания.
В настоящее время СИПАП-терапия используется при лечении храпа, апноэ сна, артериальной гипертонии, дыхательной недостаточности, сердечно-сосудистых заболеваний, дневной сонливости, ожирения, импотенции, сахарного диабета, бессонницы, депрессии.
Терапия с применением СИПАПов продолжается в течение нескольких месяцев, а в тяжёлых случаях — в течение всей жизни. Подбор режимов использования СИПАПа (а также решение вопроса о необходимости его применения) производится во время полисомнографии — исследования сна пациента в специальной лаборатории. Также решение о необходимости подобного лечения может быть принято на основе результатов другого метода диагностики — кардио-респираторного мониторинга. Назальные маски для СИПАП-терапии различаются по размерам и характеристикам и также должны подбираться врачом.
Существуют различные по функциональности модификации СИПАП:
- АвтоСИПА́П (англ. Auto-CPAP) — СИПАП с автоматической настройкой давления нагнетаемого воздуха, определяющие уровень необходимого давления, подающие воздушный поток только в момент остановки дыхания, постепенно увеличивая его до тех пор, пока не произойдет вдох;
- БИПА́П (от англ. Biphasic Positive Airway Pressure, BPAP, BiPAP) — аппарат, создающий на вдохе и выдохе пациента давление различного уровня.

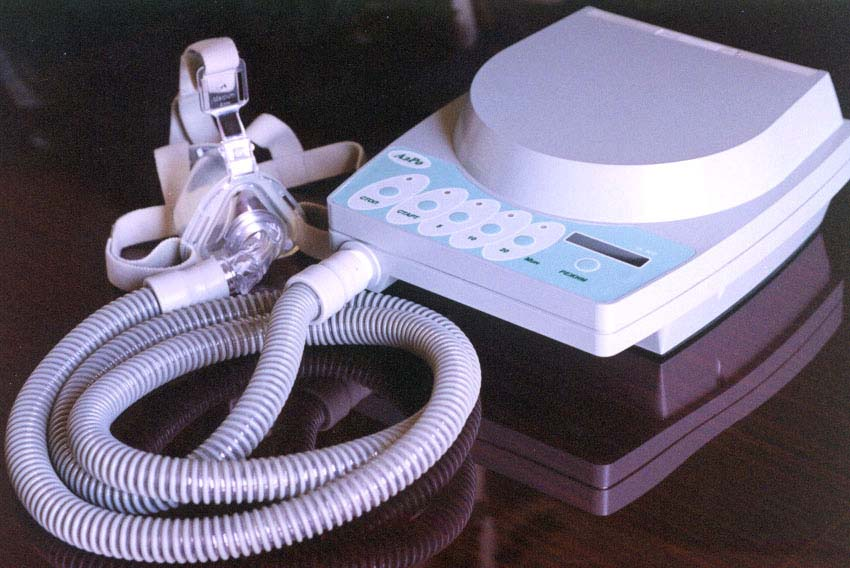
Первый российский СИПАП «АэРо» (Исток-Система, Фрязино, 2001)

DuoPAP, BiPAP, Bilevel относятся к СИПАП с переменным давлением, обеспечивающим не только неинвазивную поддержку дыхания на вдохе, но и должный сброс на выдохе, облегчая его. При упомянутом виде вентиляции пациент находится в сознании, и аппарат облегчает ему самостоятельное дыхание, если имеется дыхательная недостаточность в силу ряда причин (в том числе, при наличии «усталости дыхательных мышц»). При этом современные требования к вентиляции такого вида, особенно у новорожденных, предполагают наличие автоматической компенсации утечки (до 25 % потока) из неплотно прилегающих носовых канюль или маски.
В настоящее время на рынке представлено значительное число моделей СИПАПов (включая БИПАПы, АвтоСИПАПы и другие модификации) большого числа фирм-производителей: Breas (Швеция), Covidien (Ирландия), DeVilbiss (США), Fisher&Paykel (Новая Зеландия), ResMed (Австралия, США), Respironics (США), Weinmann (Германия) и других.
Первый российский СИПАП «АэРо» был разработан на предприятии «Исток-Система» в сотрудничестве с врачами Центра реабилитации ГМУ УД Президента РФ.
Многие современные приборы СИПАП и автоСИПАП дополнительно оснащаются технологиями сброса давления на выдохе для обеспечения большей комфортности терапии (Aflex у Philips, Smartflex у DeVilbiss и т. д.).
Абсолютных противопоказаний у СИПАП нет, но её с осторожностью стоит использовать у пациентов с рецидивирующими глазными инфекциями и синуситами, буллезной болезнью легких, дегидратацией, гипотонией и т. д.